# Östervåla
Östervåla är en tätort i Östervåla socken, Heby kommun, Uppsala län, känd för sin tillverkning av stolar. Östervåla kallas även för Stolriket och var fram till 1970 centralort i Östervåla landskommun. I orten ligger Östervåla kyrka.
Östervåla tätort omfattar byarna Hov och västra Åby och delvis även prästgårdsägorna.

## Befolkningsutveckling
| Befolkningsutvecklingen i Östervåla 1960–2020 | Befolkningsutvecklingen i Östervåla 1960–2020 | Befolkningsutvecklingen i Östervåla 1960–2020 | Befolkningsutvecklingen i Östervåla 1960–2020 | Befolkningsutvecklingen i Östervåla 1960–2020 |
| --------------------------------------------- | --------------------------------------------- | --------------------------------------------- | --------------------------------------------- | --------------------------------------------- |
|                                               |                                               |                                               |                                               |                                               |
| År                                            |                                               |                                               | Folkmängd                                     | Areal (ha)                                    |
| 1960                                          | 1960                                          |                                               | 886                                           |                                               |
| 1965                                          | 1965                                          |                                               | 1 144                                         |                                               |
| 1970                                          | 1970                                          |                                               | 1 363                                         |                                               |
| 1975                                          | 1975                                          |                                               | 1 524                                         |                                               |
| 1980                                          | 1980                                          |                                               | 1 593                                         |                                               |
| 1990                                          | 1990                                          |                                               | 1 654                                         | 180                                           |
| 1995                                          | 1995                                          |                                               | 1 656                                         | 180                                           |
| 2000                                          | 2000                                          |                                               | 1 620                                         | 180                                           |
| 2005                                          | 2005                                          |                                               | 1 570                                         | 184                                           |
| 2010                                          | 2010                                          |                                               | 1 595                                         | 183                                           |
| 2015                                          | 2015                                          |                                               | 1 696                                         | 214                                           |
| 2020                                          | 2020                                          |                                               | 1 818                                         | 227                                           |
|                                               |                                               |                                               |                                               |                                               |

## Näringsliv

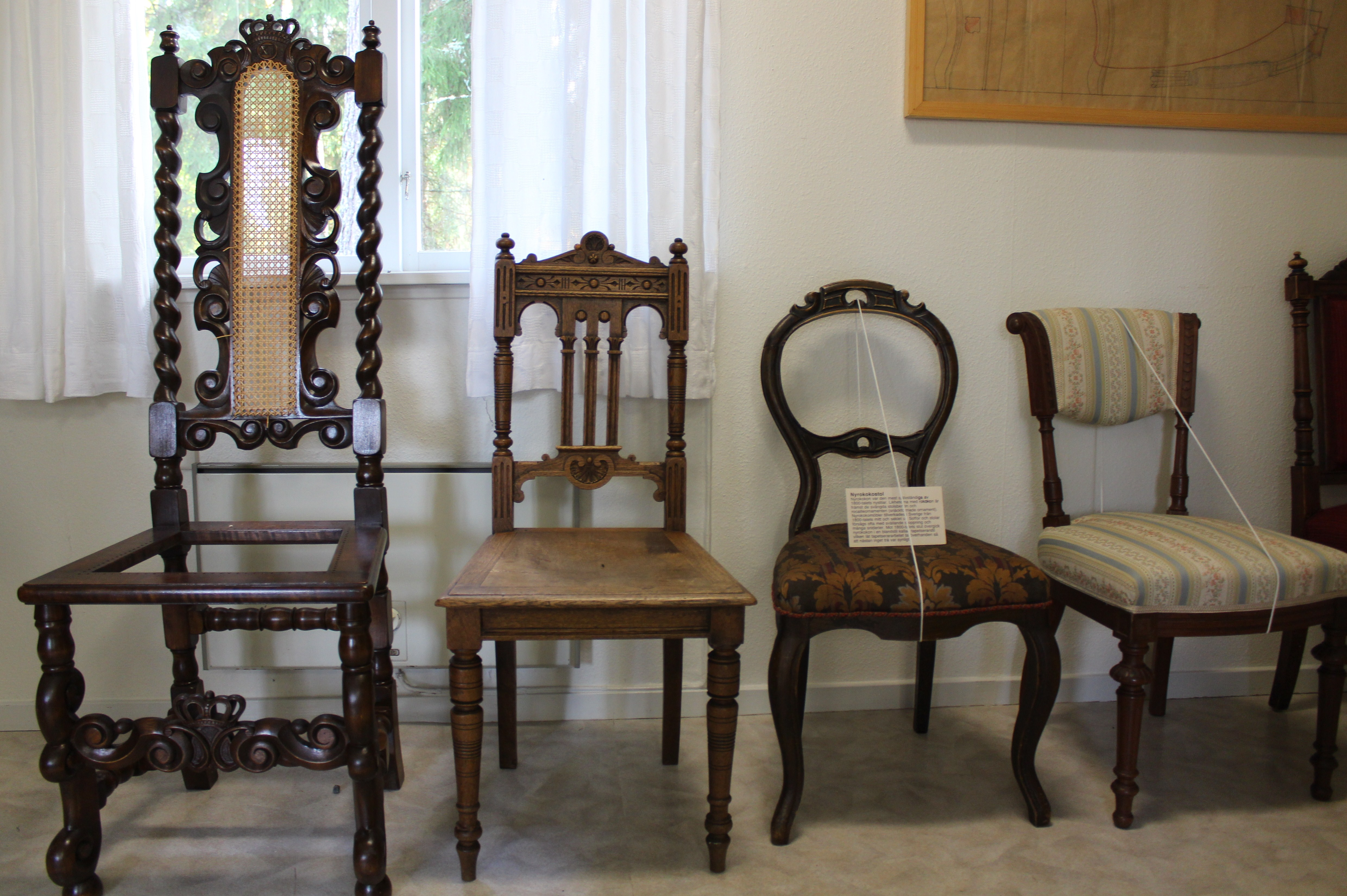
Östervålastolar på möbelmuseet.

Östervåla har historiskt sett varit centrum för möbeltillverkning. Idag är Zetterbergs ortens dominerade industriaktör. Företaget tillverkar lastbilsutrustning och påbyggnader till lastbilar. Östervåla har haft ett stort tryckeri för  fyrfärgsoffsettryck (före detta Tofters), som ingick i Elanders AB. Under 2007 valde Elanders att lägga ner tryckeriet och i mars 2008 avslutades verksamheten. I samhället ligger även Östervåla gästgivargård, som funnits på platsen sedan sent 1614. Den nuvarande byggnaden är uppförd 1795 och är ett statligt byggnadsminne.
Östervåla Möbelmuseum, vid Mårtsbogården i Mårtsbo, som inte ligger i tätorten är Östervålas hembygdsgård, är en verkstad från 1800-talet med unika maskiner och verktyg. Snickeriverkstaden med komplett maskinutrustning är från början av 1900-talet. I utställningen ingår både äldre och nytillverkade Östervålamöbler samt information om den tvåhundraåriga möbeltillverkningen i bygden.
Östervåla har två mataffärer, Coop och Hemköp. Hemköp var fram till år 2019 en Tempo-butik som hette Östervåla City Livs.
Gefle handelsbank öppnade ett kontor i Östervåla under 1900-talets första decennium. Denna bank uppgick så småningom i Svenska Handelsbanken. Även Mälareprovinsernas enskilda bank hade ett kontor i Östervåla men ålades 1919 att lägga ner detta. Sala sparbank etablerade sig i Östervåla år 1930. Den 24 juni 2021 stänger Handelsbanken. Därefter är sparbanken ensam kvar på orten.

## Kommunikationer
Östervålas viktigaste busslinje är UL-buss nummer 844 mot Uppsala. Vidare finns busslinjer mot Heby via Tärnsjö (UL-buss 865) eller Huddunge (UL-buss 867). Före 2009 fanns även en busslinje norrut via Kerstinbo mot Gysinge och Österfärnebo, den så kallade Gysingelänken.
Länsväg 272 går genom Östervåla.

## Personer från Östervåla (i urval)
- Filip Forsberg – svensk ishockeyspelare
- Marcus Ragnarsson - svensk ishockeyspelare
- Gustav Lindström - svensk ishockeyspelare
- Ernst Eklund - svensk skådespelare 1872-1971